# Başlıbel

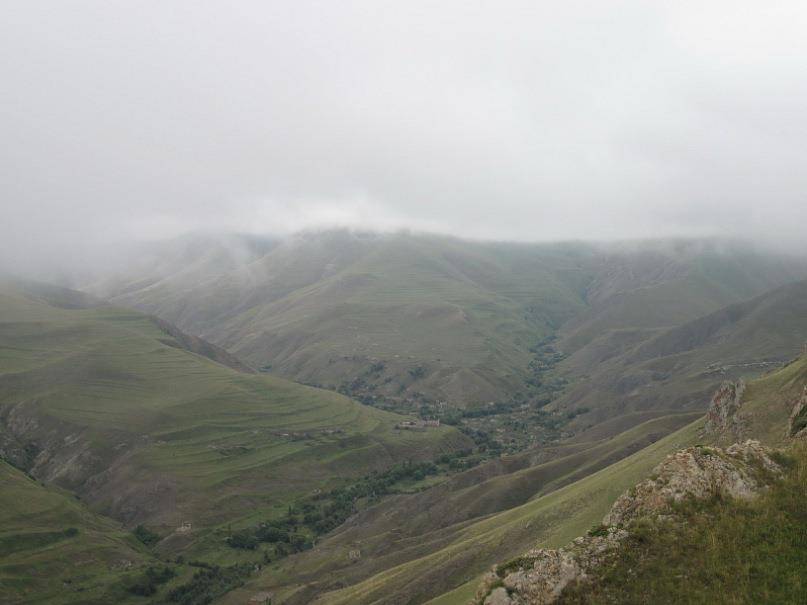
Başlıbel im Bezirk Kalbajar in Aserbaidschan während der armenischen Besetzung

Başlıbel (eingedeutscht Baschlibel) ist ein Dorf im Westen Aserbaidschans und laut der Verwaltungsgliederung des Landes Teil des Bezirks Kəlbəcər.

## Geschichte
Anfang April 1993 wurde das gesamte Gebiet der Provinz Kəlbəcər im Zuge der Frühlingsoffensive von armenischen Truppen militärisch besetzt. Ca. 40.000 Menschen wurden aus ihren Heimatorten vertrieben. Laut dem Internationalen Komitee vom Roten Kreuz wurden 15.000 von ihnen als vermisst gemeldet. Vier aserbaidschanische Mil Mi-8 -Hubschrauber, die die Flüchtlinge und Verwundete aus der Konfliktzone ausfliegen wollten, stürzten entweder ab, oder wurden von armenischen Truppen abgeschossen.
Das Dorf Başlıbel mit seinen über 250 Wohnhäusern, einer Schule, einem Kindergarten und Krankenhaus zählte vor der armenischen Besatzung 1993 bis zu 2000 Einwohner. Es lag auf einer Höhe von 2000 Meter am Fuße der Dəlidağ-Spitze ca. 60 Kilometer südöstlich der Provinzhauptstadt Kəlbəcər. Als armenische Streitkräfte vorrückten, war bereits ein Großteil der Dorfbewohner geflohen. Doch etwa 60 Zivilisten, unter anderem ältere Menschen, Frauen und Kinder konnten sich nicht rechtzeitig in Sicherheit bringen. Laut aserbaidschanischen Angaben verübten armenische Streitkräfte am 18. April 1993 ein Massaker gegen die verbliebenen Bewohner von Başlıbel. Demnach wurden 12 Personen, darunter zwei Kinder erschossen, 14 weitere gefangen genommen. Die Überlebenden sollen sich zunächst in nahegelegenen Höhlen versteckt haben. Später ist dieser Gruppe gelungen, durch hohe Bergmassive des Kleinen Kaukasus in das aserbaidschanisch kontrollierte Dorf Zivlan der Provinz Daşkəsən zu fliehen. Im April 2021 wurden am Tatort die sterblichen Überreste von 12 Personen gefunden. Vom Dorf selbst sind heutzutage nur noch Ruinen übriggeblieben.